# 霍特豪斯 (北卡羅萊納州)
霍特豪斯（英語：Hothouse）是位於美國北卡羅萊納州切羅基縣的非建制地區。

## 歷史
霍特豪斯的郵局於1877年設立，其後於1907年停運。

## 地理
霍特豪斯所處的海拔為高於海平面561米（即1841英呎），而該地所採用的時區為UTC-5，即北美东部时区（EST）。同時該地設有夏令時間，為UTC-5調快一小時，即UTC-4（EDT）。